# Landgericht Ansbach

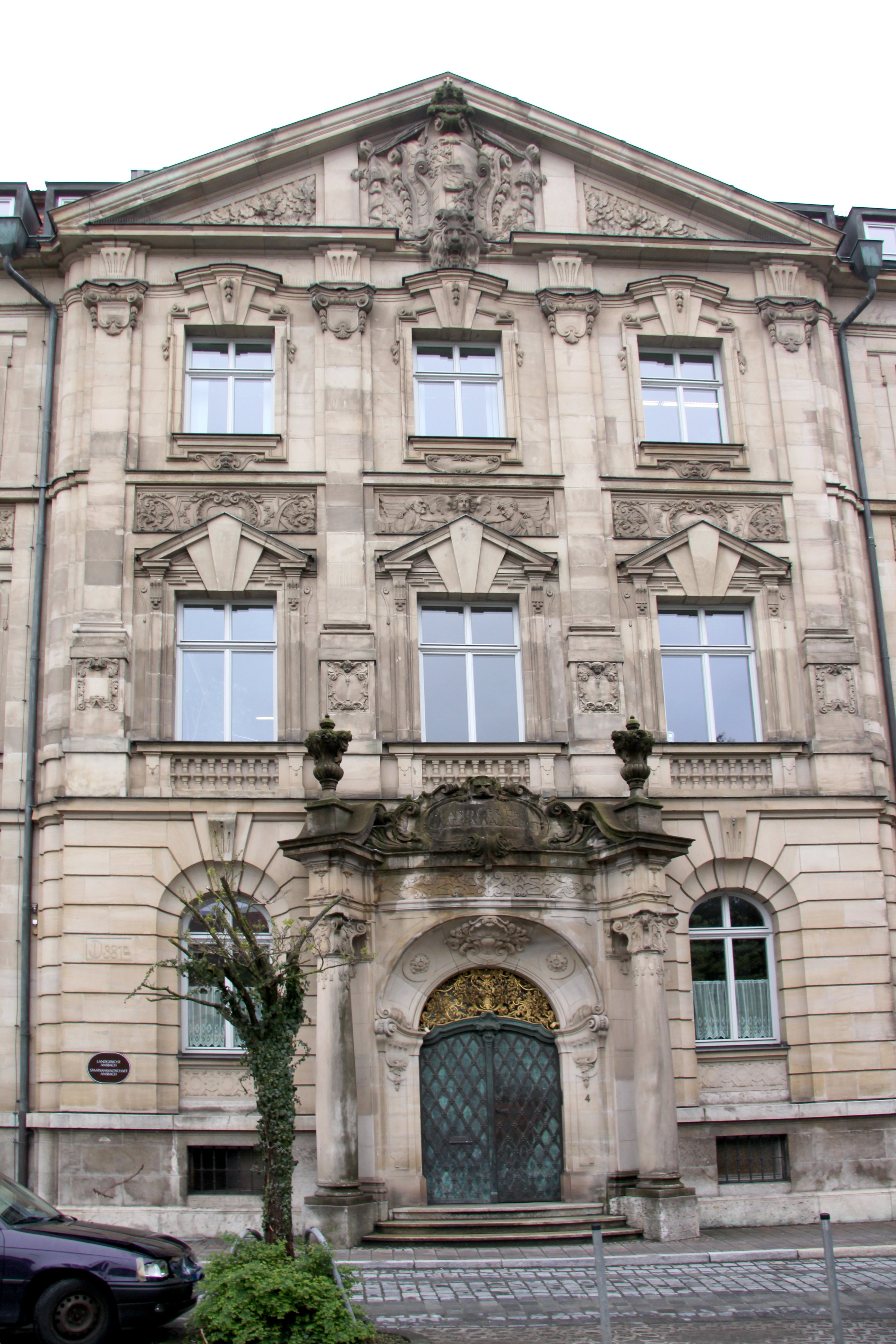
Front des Gerichtsgebäudes (2010)

Das Landgericht Ansbach ist ein Gericht der ordentlichen Gerichtsbarkeit mit Sitz in Ansbach. Es ist eines von 22 Landgerichten im Freistaat Bayern.

## Landgerichtsbezirk
Der Bezirk des LG Ansbach erstreckt sich auf die kreisfreie Stadt Ansbach sowie die Landkreise Ansbach und Weißenburg-Gunzenhausen.
Er hat eine Fläche von 3043 km² und 311.084 Einwohner (Stand: 31. Dezember 2013).
Dem Landgericht Ansbach sind 12,5 Richterstellen zugeordnet, die von 14 Richtern ausgeübt werden. Eingerichtet sind vier Zivilkammern, eine Große Strafkammer (auch als Schwurgericht), eine Kleine Strafkammer, zwei Jugendkammern, eine Strafvollstreckungskammer, eine Kammer für Handelssachen und eine Kammer für Baulandsachen. 
Im Landgerichtsbezirk Ansbach sind 218 Rechtsanwälte (Stand: 31. Dezember 2013) zugelassen.

## Geschichte
Alexander von Brandenburg-Ansbach aus dem Haus der Hohenzollern war der letzte Markgraf der beiden fränkischen Markgraftümer Brandenburg-Ansbach und Brandenburg-Bayreuth. Das seit 1791 preußische Ansbach kam 1806 an Bayern. Im Jahre 1808 wurden im Verlauf der Verwaltungsneugliederung Bayerns ein Landgericht älterer Ordnung und ein Appellationsgericht in Ansbach errichtet. Das Appellationsgericht wurde 1838 nach Eichstätt verlegt. Im Jahre 1857 entstand das Bezirksgericht Ansbach. Anlässlich der Einführung des Gerichtsverfassungsgesetzes am 1. Oktober 1879 kam es zur Errichtung eines Amtsgerichts in Ansbach, dessen Sprengel aus dem Bezirk des gleichzeitig aufgehobenen Landgerichts Ansbach gebildet wurde. Gleichzeitig wurde aus dem seit 1857 bestehenden Bezirksgericht in Ansbach das bis heute bestehende Landgericht Ansbach gebildet.

## Landesarbeitsgericht Ansbach
Gemäß Arbeitsgerichtsgesetz vom 23. Dezember 1926 wurden in Deutschland Arbeitsgerichte gebildet. Diese waren nur in der ersten Instanz organisatorisch selbstständige Gerichte, die Landesarbeitsgerichte waren den Landgerichten zugeordnet. Am Landgericht Ansbach entstand so 1927 das Landesarbeitsgericht Ansbach als eines von 23 Landesarbeitsgerichten in Bayern. Sein Sprengel umfasste die Arbeitsgerichte Ansbach, Dinkelsbühl, Gunzenhausen, Rothenburg ob der Tauber und Uffenheim. Das Landesarbeitsgericht Amberg wurde bereits zum 1. Januar 1930 aufgehoben, da die Zahl der Landesarbeitsgerichte auf sieben reduziert wurde. Die Aufgaben übernahm das Landesarbeitsgericht Nürnberg.

## Gerichtsgebäude
Dienstsitz ist im Anwesen Promenade 4 in Ansbach. Das Gebäude wurde 1903 als Landesversicherungsanstalt für Mittelfranken errichtet. Nach der Zusammenlegung der Landesversicherungsanstalten Mittelfranken und Oberfranken mit Sitz in Bayreuth pachtete der Freistaat Bayern den dadurch frei gewordenen gesamten Gebäudekomplex zum 1. Januar 1933 und erwarb ihn schließlich 1942. Von 1967 bis 1970 wurde ein neuer Sitzungssaaltrakt angebaut, verbunden mit dem Abriss des Vorgängerbaus. Das Gebäude steht als repräsentativer Bau der Münchener Architektur unter Denkmalschutz.

## Über- und nachgeordnete Gerichte
Das Landgericht Ansbach ist eines von fünf Landgerichten, denen das Oberlandesgericht Nürnberg übergeordnet ist; nachgeordnet sind die Amtsgerichte in Ansbach und Weißenburg i. Bay.

## Leitung
An der Spitze des Landgerichts steht dessen Präsident. Präsidentin des Landgerichts Ansbach ist seit 15. Dezember 2023 Gabriele Hofmeier.